# Projekt P-2
Projekt P-2 – pierwszy radziecki projekt okrętu podwodnego przeznaczonego do przenoszenia pocisków balistycznych SLBM. Projekt tego okrętu, był jednocześnie pierwszym tego typu projektem na świecie. Wstępny projekt okrętu przygotowano w 1949 roku, w biurze konstrukcyjnym TsKB-18 (późniejsze biuro konstrukcyjne Rubin). Okręt miał zakładaną wyporność nawodną niemal 5400 ton, a przenosić miał 12 pocisków R-1 (radzieckich kopii V-2) oraz pocisków manewrujących Lastoczka. W realizacji programu tego okrętu napotkano jednak dużą liczbę problemów, których konstruktorzy nie zdołali pokonać, w tym m.in. problemy ze stabilizacją pocisku przed jego odpaleniem.